# Мусават (Партия равенства)
Партия равенства (азерб. Müsavat Partiyası) — одна из основных оппозиционных политических партий Азербайджана. Председателем партии является Иса Гамбар (азерб. İsa Yunis oğlu Qəmbər).
На парламентских выборах 2000 года партия получила 4,9 % голосов и 2 из 125 мест в парламенте. Её кандидат Иса Гамбар на президентских выборах в 2003 году, по официальным данным, получил 12,2 % голосов.

## История партии

### В 1911—1923 годах
Партию Мусават образовал в 1911 году проживавший в изгнании в Стамбуле Мамед Эмин Расулзаде, вместе с ним партийными активистами стали и его двоюродные братья, Мехмед Али Расулзаде, Аббас Кули Кязимзаде и Таги Нагыоглу, жившие в Баку. Ещё одним партийным активистом был азербайджанский коммунистический деятель Нариман Нариманов, ставший первым членом партии Мусават. Первая мировая война пришлась на первые годы существования Мусават, члены которого тайно работали на благо мусульман и всего тюркского мира.

## Политический курс и взгляды партии
В 90-е годы партия рассматривалась как национально-демократическая; в связи с продолжающимся конфликтом в Нагорном Карабахе партия призывала граждан к более активной борьбе с оккупационными силами. С замораживанием конфликта партия выбрала себе новый курс — либеральный с внедрением всё больших элементов демократии. Несмотря на все заявления о полной демократии в рядах партии такие обстоятельства как отсутствие альтернативных кандидатов на руководящие посты и их неизменность на достаточно продолжительный срок делают партию объектом критики политических обозревателей.